# Low fidelity
Low fidelity, ook wel lo-fi of lofi, is het opnemen of afspelen van muziek in een lagere kwaliteit dan technisch haalbaar is. Het is de tegenhanger van high fidelity. Begin jaren negentig werd deze DIY-stroming populairder door de komst van de relatief goedkope 4-sporencassetterecorders van het merk Porta. Hierdoor werd het voor muzikanten mogelijk om thuis muziek vast te leggen, in plaats van in een dure studio.

## Muziek
Bij muziek die in lo-fi is opgenomen wordt dit tegenwoordig vaak bewust gedaan om een "authentiek" geluid te verkrijgen.
Voorbeelden hiervan zijn:
- Manu Chao, van wie enkele nummers opgenomen zijn met een cassetterecorder.
- Lo-fi Terrorist, die enkele nummers opnam met zijn mobiele telefoon.
- De cd Dummy van Portishead, waarbij bewust gekraak en ruis als van een langspeelplaat zijn toegevoegd.
- Het nummer "Fill Me In" van Craig David, waarbij de vocals in telefoonkwaliteit zijn opgenomen.
- Sonic Youth had als openingsnummer op Experimental Jet Set and No Star een thuis opgenomen demo om thuisopnamen als nieuwe stijl meer onder de aandacht te brengen.
- De blackmetalbands Ulver en Darkthrone maakten gebruik van low fidelity op hun albums Nattens madrigal en Transilvanian Hunger.
- De cd's Niandra LaDes and Usually Just a T-Shirt, Smile from the Streets You Hold en To Record Only Water for Ten Days van John Frusciante.

Lo-fi is ook de naam van een apart muziekgenre uit de alternatieve indierock, die ongeveer tegelijkertijd met de grunge ontstond. De term home taping is in veel gevallen een synoniem voor het genre, omdat veel lo-fi-artiesten hun werk thuis opnemen.

### Bekende lo-fi-artiesten
In alfabetische volgorde:
- Beach House
- Bright Eyes
- Cake
- Eels
- John Frusciante
- Guided by Voices
- Half Japanese
- Hüsker Dü
- Daniel Johnston
- Lil Peep
- The Mountain Goats
- Pavement
- Will Oldham (Palace)
- Sebadoh
- Elliott Smith
- Sparklehorse
- Titus Andronicus
- Vivian Girls
- Wavves
- Women

### Lo-fi-bands uit België en Nederland
- Amatorski
- Blimey!
- Hugs of the Sky
- Orange Glow
- Spinvis

Veelal worden een aantal bekendere bands ook aangeduid als lo-fi-bands hoewel dit discutabel is, omdat deze weliswaar op veelal onconventionele wijze opnemen en gebruikmaken van ruis en andere toevalselementen, maar dit uitwerken in een gehuurde studio met vaak zeer geavanceerde en dure vintage-apparatuur om een nostalgische sfeer toe te voegen aan hun muziek.
- Beck
- Eels
- Grandaddy
- Kurt Vile
- Pavement
- Neutral Milk Hotel